# Camilo António de Azevedo
Camillo Antonio de Azevedo (m. Portimão, 26 de Fevereiro de 1907), foi um político, proprietário e religioso português. 

## Biografia

### Carreira
Era considerado como um dos proprietários mais importantes na região do Algarve. Enveredou igualmente pela carreira politica, tendo sido administrador de concelho e presidente da Câmara Municipal de Portimão. Estava inscrito no Partido Regenerador, onde esteve ligado a outra grande figura de Portimão, Francisco de Almeida Coelho Bivar. Também esteve envolvido na igreja católica, tendo sido provedor da Santa Casa da Misericórdia de Portimão, reitor da Confraria dos Passos, e no final da sua vida foi ministro da Ordem Terceira de São Francisco Xavier.

### Falecimento
Faleceu em 26 de Fevereiro de 1907, vítima de uma doença cardíaca, na sua residência, a cerca de dois quilómetros de Portimão. O funeral foi realizado na Igreja do Colégio dos Camilos, com a presença de altas figuras da sociedade portimonense, tendo o féretro sido depositado no jazigo de família de Francisco de Bivar Weinholtz.